# Sergentomyia leponti
Sergentomyia leponti är en tvåvingeart som först beskrevs av Vattier-bernard 1974.  Sergentomyia leponti ingår i släktet Sergentomyia och familjen fjärilsmyggor.
Artens utbredningsområde är Kongo. Inga underarter finns listade i Catalogue of Life.